# Bukovje Bistransko
Bukovje Bistransko je vesnice v Chorvatsku. Je součástí opčiny Bistra v Záhřebské župě.
Rozloha vesnice je 3,11 km2. Podle sčítání lidu z roku 2021 žije ve vesnici 370 obyvatel. 